# (277106) Forgó
 (juillet 2023).
 (juillet 2023).
Améliorez-le ou discutez des points à vérifier. 
(277106) Forgó, désignation internationale (277106) Forgo, est un astéroïde de la ceinture principale.

## Description
(277106) Forgo est un astéroïde de la ceinture principale. Il fut découvert le 1er avril 2005 à Piszkesteto par Krisztián Sárneczky. Il présente une orbite caractérisée par un demi-grand axe de 3,22 UA, une excentricité de 0,11 et une inclinaison de 3,1° par rapport à l'écliptique.

## Compléments